# Gerard Manley Hopkins

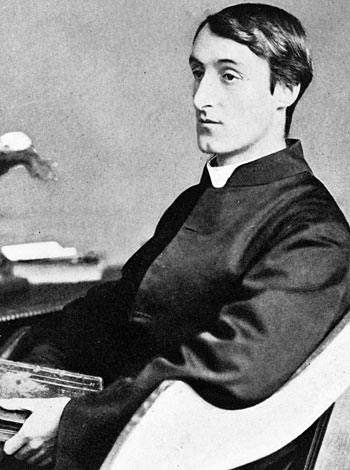
Gerard Manley Hopkins

Gerard Manley Hopkins (28 juli 1844 – 8 juni 1889) was een Engelse dichter, rooms-katholieke bekeerling en jezuïetenpater die pas in de 20e eeuw echte erkenning kreeg als victoriaanse dichter voor zijn experimenteel en origineel werk. Met name zijn exploraties in prosodie (de leer van het gebruik van de woorden en lettergrepen in de versbouw of zinsbouw) en "springritmes" betekenden een opvallende vernieuwing binnen de traditionele victoriaanse poëzieopvatting.
Hij studeerde aan de Universiteit van Oxford.

## Werk (selectie)
- "Barnfloor and Winepress"
- "The Bugler's First Communion"
- "Carrion Comfort"
- "God's Grandeur"
- "The Loss of the Eurydice"
- "New Readings"
- "Pied Beauty"
- "Rosa Mystica"
- "A Soliloquy of one of the Spies left in the Wilderness"
- "Spring"
- "Spring and Fall"
- "That Nature is a Heraclitean Fire"
- "The Windhover"
- The Wreck of the Deutschland

- Bibsys: 90081777
- Biblioteca Nacional de Chile: 000130474
- Biblioteca Nacional de España: XX864698
- Bibliothèque nationale de France: cb119077176 (data)
- Catàleg d'autoritats de noms i títols de Catalunya: 981058614445006706
- CiNii: DA00807174
- Gemeinsame Normdatei: 118553526
- International Standard Name Identifier: 0000 0001 2276 2477
- Library of Congress Control Number: n80032727
- MusicBrainz: 3c73665a-88b5-423e-baf4-cba19a04c223
- Bibliotheek van het Japanse parlement: 00443733
- Nationale Bibliotheek van Tsjechië: jn19990003652
- Nationale bibliotheek van Australië: 36583449
- Nationale Bibliotheek van Israël: 987007262990405171
- Nationale Bibliotheek van Polen: a0000001179312
- Nationale en Universitaire bibliotheek Zagreb: 000009549
- Nederlandse Thesaurus van Auteursnamen: 06838873X
- Réseau des bibliothèques de Suisse occidentale: 02-A003382578
- RKD-Nederlands Instituut voor Kunstgeschiedenis: 291291
- Istituto Centrale per il Catalogo Unico: CFIV033896
- LIBRIS: 208831
- SNAC: w6hd7vd0
- Système universitaire de documentation: 026924307
- Trove: 1181154
- Union List of Artist Names: 500189929
- Virtual International Authority File: 9847864
- WorldCat: E39PBJjhDQDHHB8m7HQXwqq84q